# Saxifraga lainzii
Saxifraga lainzii är en stenbräckeväxtart som beskrevs av P. Vargas. Saxifraga lainzii ingår i Bräckesläktet som ingår i familjen stenbräckeväxter. Inga underarter finns listade i Catalogue of Life.